# Parașută

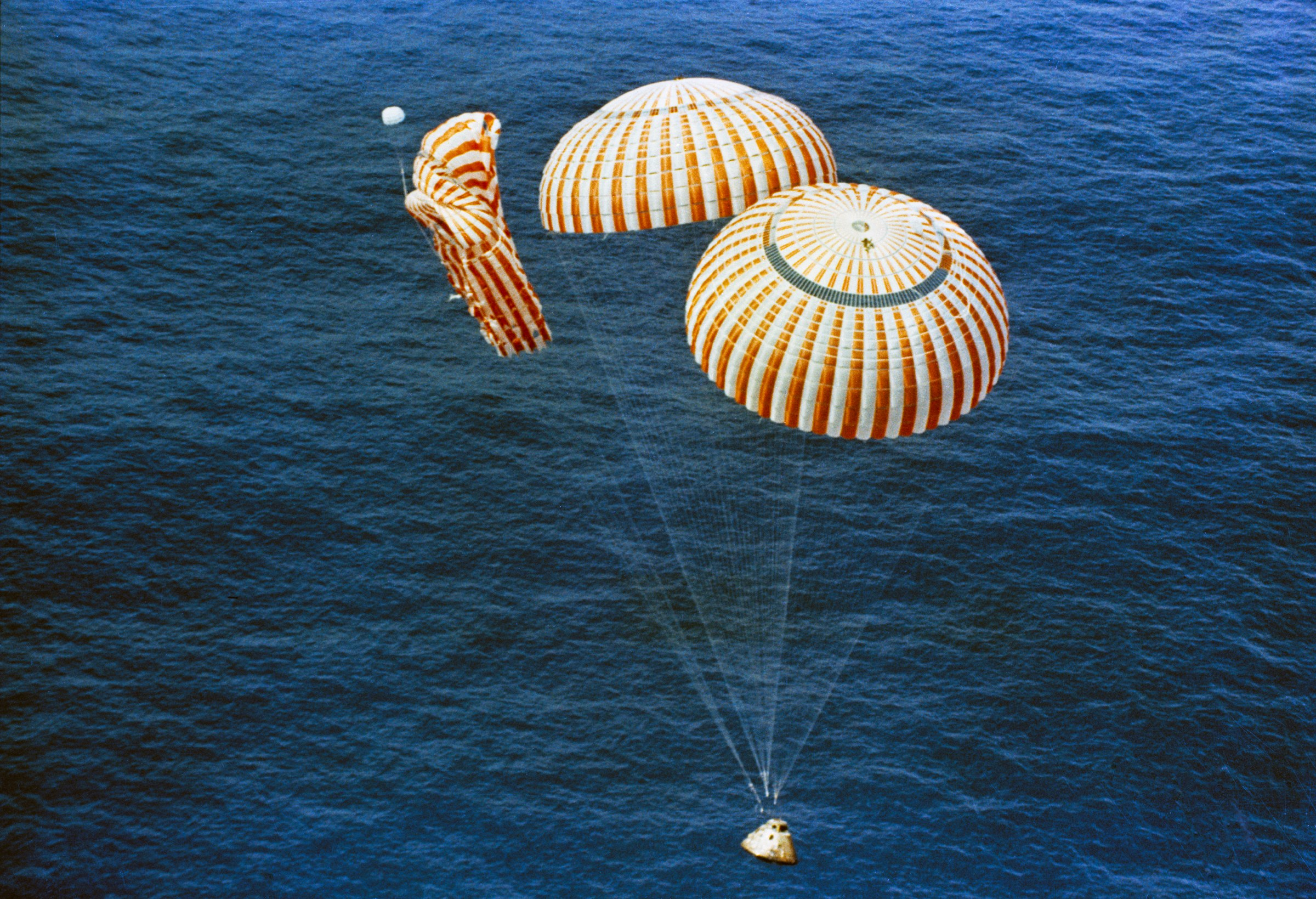
Capsula misiunii Apollo 15 aterizează în siguranță, deși una din parașute nu s-a deschis

Parașuta este un aparat orientabil destinat să frâneze mișcarea unui corp prin atmosferă folosind frecarea cu aerul. De obicei, parașutele sunt folosite pentru a încetini căderea prin aer a unei persoane sau a unui obiect, până când viteza de coborâre nu mai pune în pericol viața respectivei persoane sau integritatea obiectului. De asemenea, parașutele sunt folosite pentru a frâna mișcarea orizontală a unui vehicul (avion sau navetă spațială) la aterizare. Cuvântul parașută este derivat din limba franceză, unde para înseamnă protecție sau scut, iar chute înseamnă cădere. Multe parașute moderne sunt semi-rigide, manevrabile, și pot asigura o coborâre controlată, asemănătoare cu cea a unui planor. Parașutismul face parte din categoria sporturilor periculoase, pentru practicarea căruia este necesară obținerea unui brevet, în urma unor cursuri pe instruire teoretică și practică. Chiar și plierea unei parașute cere asimilarea unor cunoștințe. Pliajul defectuos, dar și manevrarea incorectă în timpul căderii, pot conduce la producerea unor accidente, de cele mai multe ori fatale.

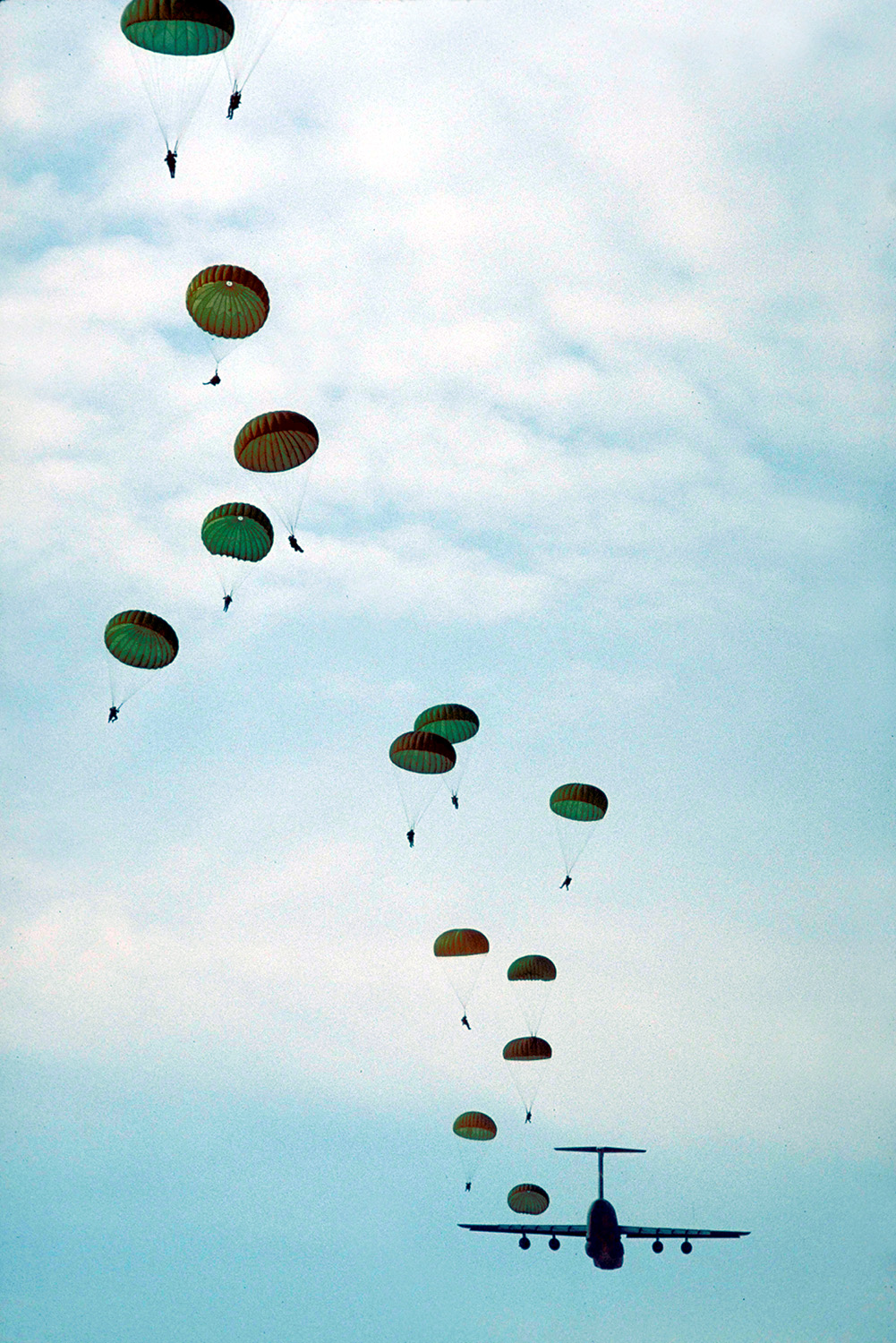
Parașutiști americani antrenându–se la Fort Bragg, North Carolina Stat SUA).

La început, parașutele erau confecționate din in, apoi din mătase. În prezent se folosesc materiale sintetice moderne, mai rezistente, cum este nailonul, de multe ori învelit în silicon, pentru a spori performanța și a mări durabilitatea.
Când au fost introduse parașutele de formă dreptunghiulară (numite și parașute aripă), producătorii au început să folosească materiale cu o elasticitate mică sau chiar statice, cum ar fi Spectra, Kevlar sau Vectran. Kevlarul este folosit mai rar, de obicei la voalura parașutelor de rezervă.

## Istoric

### Primele forme

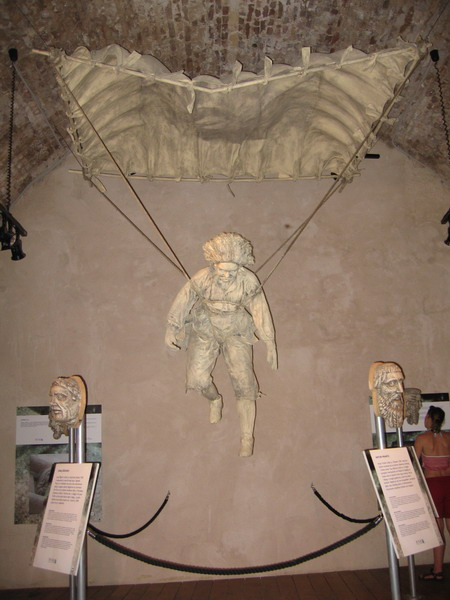
Faust Vrančić a făcut una din primele schițe ale unei parașute în 1595

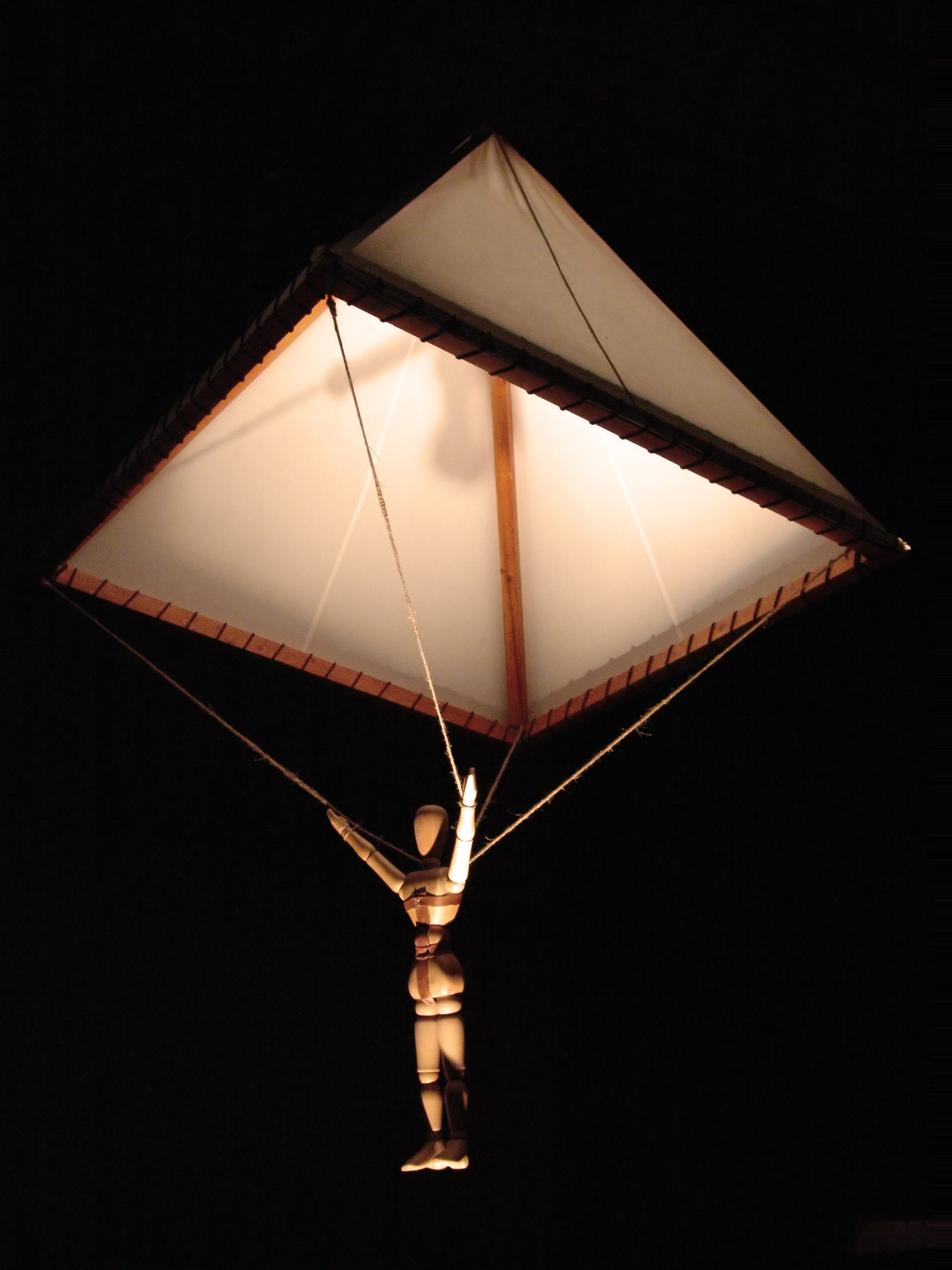
Model al parașutei proiectate de Leonardo da Vinci

Prima relatare despre o parașută datează din perioada 2258–2208 î.e.n., când, într–un manuscris chinezesc, se relatează evadarea lui Sun, împăratul Chinei, dintr–un turn înalt, cu ajutorul a două parașute, cu care acesta ajunge pe pământ ușor, fără să se rănească. Așadar, împaratul Sun poate fi considerat primul parașutist din istorie. Tot de la chinezi aflăm că în anul 1306 î.e.n., în timpul festivităților prilejuite de încoronarea împăratului Fo-Kien, un acrobat chinez a efectuat mai multe salturi reușite cu o umbrelă mare dintr-un turn înalt.
În secolul IX, un arab pe nume Armen Firman a sărit dintr–un turn din Córdoba folosindu–se de o pânză prinsă de un cadru de lemn, care i-a atenuat căderea, el suferind doar leziuni minore. În secolul al XIII-lea, în „Cuvântul lui Daniil Zatocinik”, manuscris rusesc, se descriu petrecerile populare la slavi, în timpul cărora oamenii se lansau în aer cu ajutorul unor echipamente speciale, confecționate din mătase.
Leonardo da Vinci a făcut prima schiță a unei parașute în perioada 1480–1483, când trăia la Milano. Este posibil ca ideea parașutei să nu îi aparțină. Istoricul Lynn White a descoperit un mascris italian anonim din jurul anului 1470, în care apar două desene ale unor parașute, dintre care unul este foarte asemănător cu schița lui da Vinci. Prima testare reușită a unei asemenea parașute a fost făcută în 1617 în Veneția, de către inventatorul Dalmat Faust Vrančić (la italieni îl găsim sub forma Fausto Veranzio). Aparatul a fost numit Homo Volans (Omul Zburător).

### Parașutele moderne
Parașuta modernă a fost inventată în 1783 de către francezul Sébastien Lenormand. La 26 decembrie 1783, acesta a efectuat un salt cu parașuta sa de pe turnul observatorului astronomic din Montpellier, aterizând cu bine. El a socotit că acest aparat poate să împiedice căderea liberă și l-a numit „parachute” (parașută), denumire care s-a păstrat până astăzi. Mai târziu, Jean-Pierre Blanchard a arătat că parașuta reprezintă un mijloc de salvare din baloanele cu aer cald, care începuseră să apară în acea perioadă. Blanchard a efectuat primele demonstrații cu ajutorul unui câine, dar mai târziu a avut ocazia să încerce chiar el metoda, în 1793, când balonul său cu aer cald s-a rupt și el a reușit să se salveze cu ajutorul unei parașute.
Dezvoltarea parașutelor s-a concentrat pe construirea unor aparate mai compacte. Primele parașute erau confecționate din in întins peste un cadru de lemn. La sfâșitul anilor 1790, Blanchard a început să facă parașute din mătase, avantajele fiind o rezistență mai mare și o greutate mai mică. La 22 octombrie 1797 francezul André-Jacques Garnerin a efectuat primul salt cu parașuta dintr-un balon, de la 1000 metri înălțime. Parașuta s-a dovedit a fi instabilă. În anul următor, frații Garnerin au construit o parașută cu nacelă, care avea în centrul voalurii un orificiu polar, asemănător celui de la parașutele rotunde de astăzi, și astfel parașuta a devenit stabilă. Dar și aceste parașute, a căror apariție a fost legată de cea a baloanelor, erau greoaie și nu au dat rezultate prea bune.
La San Francisco, în 1885, Thomas Scott Baldwin a devenit prima persoană din Statele Unite care a coborât dintr-un balon cu ajutorul unei parașute.
În 1911 Gleb Kotelnikov a inventat prima parașută pliată într-un rucsac, popularizată mai târziu de către Paul Letteman și Kathchen Paulus. În 1911 Grant Morton a efectuat primul salt dintr-un avion, marca Wright, Model B (pilotat de Phil Parmalee), la Venice Beach, California. Parașuta lui Morton a trebuit să fie ținută în brațe la părăsirea avionului. La 1 martie 1912, în Missouri, căpitanul american Albert Berry a efectuat primul salt dintr-un avion cu o parașută pliată în rucsac. Acest tip de parașută a devenit obișnuit, cu voalura introdusă într-o capotă prinsă de corpul parașutistului. Štefan Banič din Slovacia a inventat prima parașută folosită în mod activ, brevetând-o în 1913. La 21 iunie 1913, Georgia Broadwick a devenit prima femeie care s-a parașutat dintr-o aeronavă în mișcare, deasupra orașului Los Angeles.
Primele utilizări militare ale parașutei au fost făcute de către operatorii baloanelor de observație pentru artilerie, în timpul Primului Război Mondial. Aceste baloane erau legate la pământ, fiind ținte sigure pentru avioanele inamice, în ciuda apărării antiaeriene puternice. Din cauza hidrogenului cu care erau umflate baloanele, pericolul de explozie în cazul unui atac aerian era foarte mare, iar șansele de supraviețuire ale echipajului erau foarte mici. De aceea observatorii părăseau balonul imediat ce se zăreau aeronavele inamice, coborând la sol cu ajutorul parașutelor. Echipajul de la sol încerca apoi să recupereze și să dezumfle balonul cât mai repede cu putință. Totuși, echipajele aeronavelor Aliaților aveau interdicție să aibă parașute. Se credea că acestea încurajau actele de lașitate. De asemenea, parașutele vremii erau foarte grele și mari, iar piloții de vânătoare nu aveau cum să care o încărcătură în plus, acestă situație continuând pe toată durata Primului Război Mondial. Drept urmare, singurele opțiuni ale unui pilot de vânătoare erau următoarele: să se prăbușească odată cu avionul, să sară de la câteva mii de metri altitudine sau să se sinucidă folosind revolverul standard din dotare, special prevăzut pentru acest caz. În Marea Britanie, Everard Richard Calthrop, inginer de căi ferate și crescător de cai de rasă, a inventat și comercializat cu ajutorul companiei sale, Aerial Patents, o "Parașută Britanică". Forțele Aeriene Germane au devenit primele și singurele la vremea respectivă, în 1918, care au introdus o parașută standard.
Primul salt cu deschidere comandată a fost executat în 1919 de francezul Lallemand, iar americanul Leslie Irving, a executat primul salt cu deschidere întârziată, după 400 metri cădere liberă .
O imagine a vremii , deținută de Irvin Air Chute Company, îl declară pe William O'Connor la 24 august 1920, la McCook Field lângă Dayton, Ohio ca fiind primul om salvat de către o parașută marca Irvin. Alt salt de urgență a fost efectuat la McCook Field, de către pilotul de încercare Lt. Harold H. Harris, la 20 octombrie 1922. La scurt timp dupa saltul lui Harris, doi reporteri de la un ziar din Dayton au venit cu ideea de a fonda "Clubul Omidelor" pentru piloții salvați de parașută. În anul 1930 doisprezece parașutiști sovietici execută primele salturi în grup. Începând cu Italia, din 1927 mai multe țări au început să lanseze soldați în spatele liniilor inamice cu ajutorul parașutelor. Până la începutul celui de-Al Doilea Război Mondial, multe grupuri de soldați au fost antrenate ca trupe de desant, în vederea parașutării și folosirii lor în atacuri surpriză. Parașutele au început să fie un echipament standard de urgență în dotarea echipajelor de zbor.

### Parașutismul în România
Primele parașute clasice apărute în România au fost de fabricație franceză. Cu aceste parașute s-au salvat în 1917 patru aviatori români: Bădărău, Secărescu, Mihalcea și Kally. Mulți inventatori români s-au gândit la construirea unei parașute proprii. Primul a fost Marcel T.D. Juvara, în 1916, apoi Grigorescu și Sziklay Ioan, în 1923. Dar aviația românească a fost dotată până la urmă cu parașute germane.
Până în 1931 istoria parașutelor este legată de zborul avioanelor: aviatorii se salvează deseori sărind cu parașuta din avioanele în pericol sau cad victime parașutelor vremii. Astfel se salvează căpitanul Gheorghe Banciulescu, care mai târziu va deveni primul aviator ce va pilota un avion având proteze la ambele picioare.
În anul 1931 parașuta începe să fie folosită în lansări cu caracter sportiv de către Smaranda Brăescu, care devine prima persoană din istoria parașutismului românesc care stabilește un record mondial de parașutism. La 2 octombrie 1931 Smaranda Brăescu sare de la 6000 de metri altitudine, lângă Slobozia, în Bărăgan, cu deschidere imediată, și bate recordul mondial feminin de înălțime, care era deținut de parașutista americană Smith. După șase luni, pe 19 mai 1932, la Sacramento, Smaranda Brăescu bate și recordul mondial masculin, stabilind un nou record absolut de înălțime, de 7233 metri.
La 1 mai 1941 se înființează în România prima companie de parașutiști, în cadrul Aeronauticii Române, subordonată Centrului de instrucție al Aeronauticii, pe Aerodromul Popești-Leordeni.
La 10 iunie 1941 se înființează prima școală de parașutiști militari din România, sub conducerea lui Ștefan Șoverth. În iulie 1941 școala de parașutiști militari avea ca instructori pe singurii 3 săritori cu parașuta din România, la acea vreme: Ștefan Șoverth, Smaranda Brăescu și Traian Dumitrescu-Popa, care au instruit primele promoții de parașutiști. La început se foloseau parașute Irvin cu deschidere instantanee, concepute inițial ca parașute de salvare pentru aviatorii în pericol. Dacă procentul de salvare de 99% sau chiar mai mic era socotit suficient de bun în cazul salturilor ocazionale de salvare, acesta nu mai era satisfăcător în cazul folosirii în scop militar a parașutei, unde se efectuau mii de salturi.
În 1941 Ștefan Șoverth asistă neputincios la prăbușirea sergentului Băjenaru, care își pierde viața prăbușindu-se cu o parașută Irvin făcută fuior. Puternic marcat de acest nefericit eveniment, Ștefan Șoverth devine preocupat de realizarea unei parașute cu funcționare sigură. În 1942 reușește să facă un prototip de parașută cu deschidere progresivă, cu care se fac multe lansări cu manechinul, fiind apoi utilizată în salturi de încercare de parașutistul Nicolae Pangică, unul dintre primii absolvenți ai școlii de parașutism. Parașuta progresivă dovedește siguranță în funcționare și este brevetată în 1943 (brevet de invenție nr. 34249 din 3 aprilie 1943). Este omologată ulterior, în 1951, când se trece la fabricarea ei în serie și intră în folosința parașutiștilor sportivi. Timp de 22 de ani s-au efectuat cu acest tip de parașută 120.000 de salturi, fără nici un accident.
La 27 iulie 1957, după 25 de ani de la recordul istoric al Smarandei Brăescu, Gheorghe Iancu devine primul român care stabilește un record mondial absolut de parașutism, în proba de aterizare la punct fix in zia de 31 mai 1961. Recordul național de înălțime, aflat în vigoare în anul 2011, a fost stabilit la 20 august 1970 de Grigore Baștan (salt de la 9.600 metri, cu cădere stabilizată 7000 metri).
Până în prezent, parașutele și parașutismul sportiv au cunoscut o ascensiune continuă, ajungându-se în zilele noastre la parașute de înaltă performanță și siguranță la deschidere, pilotare și aterizare. Lansarea cu parașuta nu mai constituie ceva neobișnuit, riscul fiind minim datorită perfecționării parașutelor și a echipamentelor de salt folosite.

## Clasificări

### Clasificarea parașutelor
- După scop:
  - parașute sportive;
  - parașute pentru materiale;
  - parașute speciale.

- După formă:						
  - rotunde;
  - pătrate;
  - dreptunghiulare;
  - triunghiulare.

- După modul de purtare:
  - de spate;
  - de abdomen;
  - de scaun;
  - tandem.

- După felul deschiderii:
  - cu deschidere instantanee;
  - cu deschidere semiprogresivă;
  - cu deschidere progresivă.

- După modul de deschidere:
  - cu deschidere automată;
  - cu deschidere comandată (manuală).
  - cu deschidere mixtă;

### Clasificarea salturilor
- După scop:
  - de urgență;
  - de desant (militare);
  - de antrenament;
  - de agrement;
  - competiționale.

- După scopuri de pregătire:
  - salturi cu deschidere automată și comandată pentru începători;
  - salturi cu deschidere comandată pentru avansați;
  - salturi de control (pentru instructori, după o întrerupere mai mare de trei luni, calificări/prelungiri licență, controale periodice pentru elevi/sportivi parașutiști);
  - salturi speciale (înălțime, lucru relativ în cădere liberă, demonstrative în localități și în afara acestora, Control Tehnic Oficial, etc.).

- După natura terenului:
  - salturi pe aerodrom;
  - salturi în teren șes în afara aerodromului;
  - salturi în teren accidentat;
  - salturi pe apă.

- După condițiile meteo:
  - salturi în condiții meteo normale (viteza vântului până la 7 m/s);
  - salturi în condiții meteo grele (viteza vântului peste 8 m/s).

- După ora de execuție:
  - salturi de zi;
  - salturi de noapte.

- După înălțime:
  - salturi de la înălțimi mici (600 – 1000 m);
  - salturi de la înălțimi medii (1000 – 4000 m);
  - salturi de la înălțimi mari (peste 4000 m).

- După modul de deschidere:
  - salturi cu deschidere automată;
  - salturi cu deschidere comandată (manuală).

- După numărul parașutiștilor lansați:
  - salturi individuale;
  - salturi în grup.

### Clasificarea parașutiștilor
- După scop:
  - civili;
  - militari.

- După categoria de pregătire:
  - începători
  - antrenament
  - performanță
  - instructori

- Conform Regulamentului de Clasificare al Sportivilor din România
  - categoria a III-a (25 salturi)
  - categoria a II-a (50 salturi)
  - categoria a I-a (200 salturi)
  - Maestru al Sportului
  - Maestru Emerit al Sportului

- După certificatul obținut conform Normelor F.A.I.
  - Certificat „A”
  - Certificat „B”
  - Certificat „C”
  - Certificat „D”

## Construcție
În principiu, orice parașută este alcătuită dintr-o voalură (partea cea mai importantă, aflată în partea superioară, care se umflă cu aer și produce frânarea), suspante (sforile de care atârnă hamul) și un ham. 

### Forme de parașută

#### Parașute rotunde

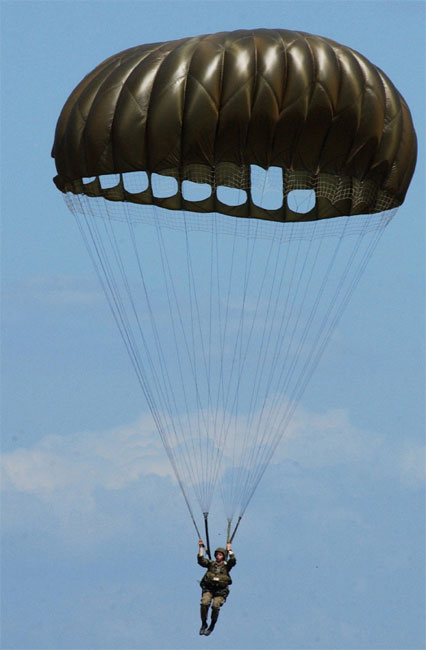
Un parașutist militar american folosind o parașută rotundă

Parașutele rotunde, care doar frânează mișcarea prin aer, sunt folosite mai ales de către armată, atât pentru trupele de desant și de parașutiști militari, cât și pentru plasarea încărcăturilor și resurselor. Acestea au o voalură rotundă, asemănătoare cu forma unui dom, confecționată dintr-un singur strat de material. Aceste tipuri de parașute sunt folosite destul de rar de parașutiștii civili.
Primele parașute rotunde erau simple și de formă circulară, dar erau destul de instabile. Majoritatea parașutelor rotunde de astăzi tind să fie conice sau parabolice. 
Unele parașute rotunde pot fi manevrabile, dar nu în aceeași măsură ca parașutele aripă. În imaginea din dreapta se poate vedea o parașută rotundă manevrabilă. Se pot observa pe voalură mici tăieturi de formă dreptunghiulară, care permit aerului să iasă prin spate, asigurând și o mișcare orizontală. Acest fapt le permite parașutiștilor să direcționeze parașuta și să o poziționeze cu fața în vânt, pentru a micșora viteza de înaintare la aterizare. Modul în care aterizează o parașută este influențat de mai mulți factori: greutatea încărcăturii, forța și direcția vântului etc.

## Utilizări militare ale parașutei
Parașutele sunt folosite în scop militar de către combatanți pentru lansarea personalului, încărcăturilor sau pentru reducerea vitezei aeronavelor. În acest scop se folosesc următoarele tipuri de parașute: 
- Parașute pentru lansări umane, folosite pentru:

- lansarea precisă a combatanților în misiuni speciale
- lansarea trupelor de desant
- Parașute pentru materiale
- Parașute-planoare, parașute de frânare, parașute de frânare pentru stabilizarea și controlul poziției corpurilor aflate în cădere (de exemplu: capsule de recuperare, scaune catapultabile, bombe)
- Parașute extractoare utilizate la scaunele catapultabile pentru deschiderea și reglarea ciclului de umflare a parașutelor de avarie
- Parașute de recuperare pentru rachete dirijate, vehicule aeriene nepilotate sau vehicule spațiale
- Parașute pentru apropierea de zona aerodromului și parașute de frânare pentru aterizare
- Alte parașute militare